# Сердюк Людмила Захарівна
Людми́ла Заха́рівна Сердю́к (20 травня 1970 р., Україна) — український психолог, доктор психологічних наук, професор, завідувач лабораторії психології особистості імені П. Р. Чамати Інституту психології імені Г. С. Костюка НАПН України.

## Освіта
Кам'янець-Подільський державний педагогічний інститут ім. В. П. Затонського, фізико-математичний факультет (1992 р.);
Чернівецький державний університет ім. Ю. Федьковича, педагогічний факультет за спеціальністю «Практична психологія» (1994 р.).
Закінчила аспірантуру (1997—2000 р.) та докторантуру (2009—2012 р.) Інституту психології імені Г. С. Костюка НАПН України.
Захистила дисертації на здобуття наукового ступеня кандидата психологічних наук «Динаміка особистісних рис у перші роки подружнього життя» (2000 р.) та доктора психологічних наук «Психологія мотивації учіння в інтегрованому освітньому середовищі». (2013 р.) за спеціальністю 19.00.01 — загальна психологія, історія психології.
Отримала вчене звання доцента (2006 р.) та професора (2014).

## Наукові здобутки
Сердюк Л. З. є відомим фахівцем в галузі психології особистості в Україні, зокрема, з проблем самодетермінації та самоорганізації особистісного розвитку, мотивації поведінки та діяльності особистості. Впродовж 20 років Сердюк Л. З. займається науковою та науково-педагогічною діяльністю. Вагомим її результатом є обґрунтування системно-синергетичного підходу до розуміння мотивації учіння особистості, розробка концепції цілісної організації мотивації учіння особистості як самоорганізованої та самодетермінованої системи, визначення типів мотивації учіння як самодетермінованого процесу та ролі особистісного потенціалу в самодетермінації учіння особистості; розробка цілісної концепції мотивації учіння майбутніх фахівців в інтегрованому освітньому середовищі, заснованої на ціннісних засадах розвитку особистісного потенціалу, творчих можливостей людини, її професійної та особистісної самореалізації, що надає освіті не лише пізнавальної, а й розвиваючої функції.
Важливі наукові результати отримано під її керівництвом НДР «Професійна реабілітація осіб з обмеженими можливостями» у рамках спільних українсько-литовських науково-дослідних проектів у 2014—2015 рр. (МОН України та Науковий комітет Литви), (номер держреєстрації НДР 0115U006634).
Член Вченої ради Інституту психології імені Г. С. Костюка НАПН України.
Член спеціалізованих вчених рад із захисту докторських дисертацій Д 26.453.01 в Інституті психології імені Г. С. Костюка НАПН України та Д 26.001.26 у Київському національному університеті імені Тараса Шевченка.

## Професійні здобутки
Психотерапевт в методі Позитивної психотерапії, Майстер тренер WAPP
Співзасновник Інституту психотерапії і коучингу «New Leaf»

#### Нагороди
Відмінник освіти України (2007), нагрудний знак «Василь Сухомлинський» (2023), нагороджена почесною грамотою Академії педагогічних наук України (2010) та медаллю НАПН України «Ушинський К. Д.» (2016).

## Науковий доробок
Л. З. Сердюк є автором понад 150 наукових праць. Під її  науковим керівництвом захистили дисертації 2 доктори, 6 кандидатів психологічних наук та 2 доктори філософії (в галузі психології).
Основні наукові праці:
- Сердюк Л. З. Самодетермінація психологічного благополуччя особистості: монографія / Л. З. Сердюк, І. В. Данилюк, В. В. Турбан, О. І. Пенькова, Н. Д. Володарська [та ін.]; за ред. Л. З. Сердюк. Київ — Львів: Видавець Вікторія Кундельська, 2021. 236 с. https://lib.iitta.gov.ua/729023/3/Serdjuk_Monography.pdf
- Сердюк Л. З. Психологічні технології самодетермінації розвитку особистості: монографія / Л. З. Сердюк, І. В. Данилюк, В. В. Турбан, О. І. Пенькова, Н. Д. Володарська [та ін.] ; за ред. Л. З. Сердюк. — К.: Інститут психології імені Г. С. Костюка НАПН України, 2018. 192 с. https://lib.iitta.gov.ua/712878/1/Монографія_Сердюк_2018.pdf
- Сердюк Л. З. Психологія мотивації учіння майбутніх фахівців: системно-синергетичний підхід: монографія. К. : Університет «Україна», 2012. 323 с. https://lib.iitta.gov.ua/id/eprint/4651
- Serdiuk L. Z. Factors of Person's Self-Determination and Psychological Well-Being. Modern research of the representatives of psychological sciences: collective monograph. Lviv-Toruń: Liha-Pres, 2019. Р. 182‑200. DOI https://doi.org/10.36059/978-966-397-118-6/182-200
- Сердюк Л. З. Внутрішні ресурси психологічного благополуччя особистості. Організаційна психологія. Економічна психологія. 2021. № 2-3 (23). C. 91‑99. DOI: https://doi.org/10.31108/2.2021.2.23.10
- Сердюк Л. З. Вісбаденський опитувальник позитивної терапії і сімейної терапії (WIPPF 2.0) Н.Пезешкіана для діагностики внутрішніх ресурсів особистості. Організаційна психологія. Економічна психологія. 2022. № 3‑4 (27). C. 130‑141. DOI: https://doi.org/10.31108/2.2022.3.27.13
- Serdiuk L. Internal resources of personal psychological well-being. The Global Psychotherapist. 2022. Vol. 2 (1). https://doi.org/10.52982/lkj167
- Serdiuk L, Otenko S. The salutogenic basis of an individual's mental health and psychological well-being. Організаційна психологія. Економічна психологія. 2021. № 4(24). С. 68‑74. DOI: https://doi.org/10.31108/2.2021.4.24.9
- Kokun, O., Serdiuk, L., & Shamych, O. Personal characteristics supporting Paralympic athletes’ self-realization in sports. Journal of Human Sport and Exercise. 2021. Vol. 16 (2). P. 435‑444. DOI: https://doi.org/10.14198/jhse.2021.162.17
- Serdiuk L., Danyliuk I., Chykhantsova O. Psychological factors of secondary school graduates’ hardiness. Social Welfare: Interdisciplinary Approach. 2019. Vol. 1. P.93-103. DOI: https://doi.org/10.21277/sw.v1i9.454